# Dickhäuter (Film)
Dickhäuter ist ein französischer Animationsfilm von Stéphanie Clément aus dem Jahr 2022. Der Film behandelt das Thema Sexueller Missbrauch von Kindern auf subtile Weise.

## Handlung
Eine junge Frau erinnert sich an ihre Ferien bei ihren Großeltern. Die Geschichte wird in märchenhaften, an Kinderbüchern orientierten prägnanten Animationen erzählt, die vieldeutig und subtil eine unheimliche Atmosphäre aufbauen, bei denen klar wird, dass es sich bei dem Großvater um einen Täter handelt. Der Film zeigt das unheimliche Zimmer des Mädchens, in dem sie versucht „Monster“ zu töten, statt Schafe zu zählen. Der Weg dorthin wird durch den Stoßzahn eines Dickhäuters angezeigt. Eines Tages piekst sie sich an einem Angelhaken, und der Großvater gibt ihr den „heilenden Kuss“. Zwar würde es nun nicht mehr weh tun, aber sie würde den ganzen Tag den Speichel des Großvaters riechen. Er entfernt die Stützräder des Fahrrads und bringt sie zu einem See, in dem eine Frau bereits ertrunken sei. Nachts würde er mit ihr in den Wald fahren, wo sie ganz still sein musste, um den Tieren des Waldes zu lauschen. Eines Tages betritt er ihr Zimmer, und sie versucht eins mit der Tapete zu werden. Dabei tritt die Großmutter als Mittäterin auf, die immer wieder betonte, dass es in ihren Räumen sicher sei. 
Eines Tages schneit es im Sommer und Großvater stirbt. In der gleichen Nacht zerbricht der Stoßzahn, den die Großmutter später wieder zusammenklebt. Anschließend besucht das Mädchen ihre Großmutter nur noch selten. Nach dem Tod der Großmutter ist das Mädchen zur Frau geworden und versucht sich vom Trauma ihrer Kindheit zu befreien, indem sie den Stoßzahn im See versenkt. Doch der See kann niemals tief genug sein.

## Hintergrund
Stéphanie Clément und Drehbuchautor Marc Rius stammen beide aus der Provence. Beide wollten zusammen das Thema Inzest bearbeiten und versuchten für den Film verschiedene psychische Bewältigungsstrategien wie Dissoziation und Repression filmisch umzusetzen. Als Handlungsort wählten sie die Abgeschiedenheit im Süden Frankreichs, die sie selbst kannten. Diesem passten sie auch das Farbschema des Films an. Sie verwendeten für das schwere Sujet traumhafte Bilder und Symbole, um beim Zuschauer verschiedene Gefühle hervorzuwecken.

## Veröffentlichung
Der Film hatte seine Premiere am 24. April 2022 bei Festival National du Film d'animation de Rennes. In Deutschland und Frankreich wurde er am 12. Juni 2022 auf dem Fernsehsender Arte ausgestrahlt.

## Auszeichnungen
Der Film gewann den Light in Motion Award for Best Short Animation beim Foyle Film Festival 2022. Bei der Oscarverleihung 2024 wurde er in der Kategorie Bester animierter Kurzfilm nominiert.